# Formula Renault 2.0 Alps

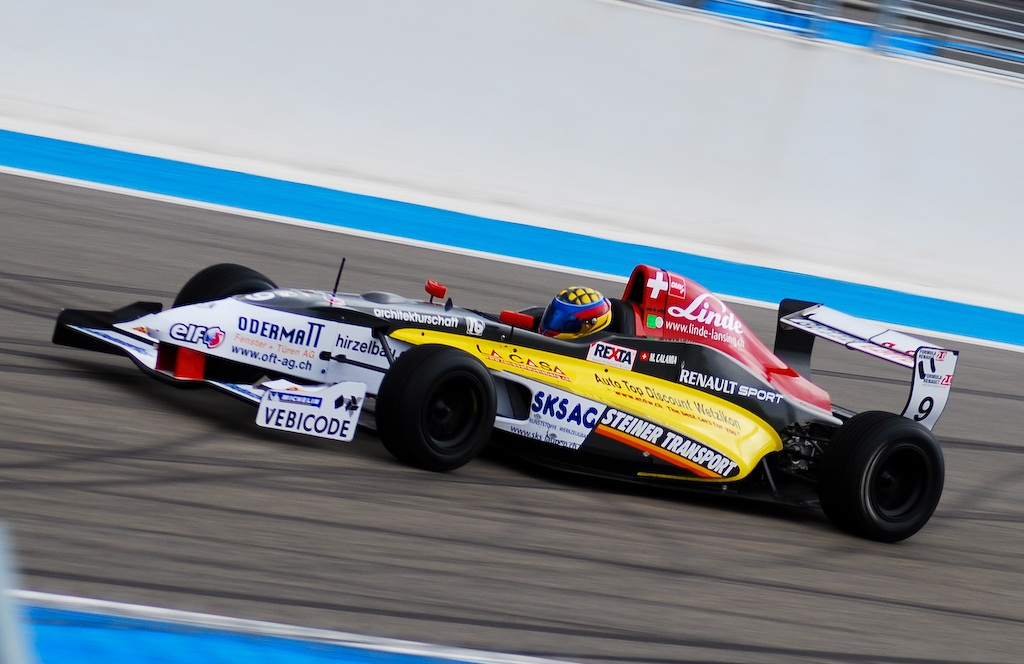
Mauro Calamia en Formula Renault 2.0 Alps sur le Circuit Paul Ricard en 2011

Le championnat d'Italie de Formule Renault a été créé en 2000 et a fusionné avec le championnat suisse en 2011 pour former la Formula Renault 2.0 Alps. Il disparait fin 2015.

## Palmarès

### Formule Renault 2.0 Italie
| Année                         | Vainqueur                   | Écurie                      | Vainqueur Winter Series     |
| Formule Renault 2000 Italie   | Formule Renault 2000 Italie | Formule Renault 2000 Italie | Formule Renault 2000 Italie |
| ----------------------------- | --------------------------- | --------------------------- | --------------------------- |
| 2000                          | Felipe Massa                | Cram Competition            |                             |
| 2001                          | Ryan Briscoe                | Prema Powerteam             | Roberto Streit (en)         |
| 2002                          | José María López            | Cram Competition            | Toni Vilander               |
| 2003                          | Franck Perera               | Prema Powerteam             | Pastor Maldonado            |
| 2004                          | Pastor Maldonado            | Cram Competition            | Mikhaïl Alechine            |
| Formule Renault 2.0 Italie    |                             |                             |                             |
| 2005                          | Kamui Kobayashi             | Jenzer Motorsport           | Atte Mustonen               |
| 2006                          | Dani Clos                   | Cram Competition            | Jaime Alguersuari           |
| 2007                          | Mika Mäki                   | Epsilon Red Bull Team       | César Ramos                 |
| 2008                          | Pål Varhaug                 | Jenzer Motorsport           | Daniel Mancinelli           |
| 2009                          | Daniel Mancinelli           | CO2 Motorsport              |                             |
| 2010                          | Francesco Frisone           | Viola Formula Racing        |                             |
| Challenge Formula Renault 2.0 |                             |                             |                             |
| 2011                          | Andrea Boffo                | Team Torino Motorsport      |                             |
| Formule Renault 2.0 Italie    |                             |                             |                             |
| 2012                          | Kevin Gilardoni             | GSK Grand Prix              |                             |

### Formule Renault 2.0 Suisse
| Année                                              | Vainqueur                  | Écurie                     |
| Renault Speed Trophy F2000                         | Renault Speed Trophy F2000 | Renault Speed Trophy F2000 |
| -------------------------------------------------- | -------------------------- | -------------------------- |
| 2002                                               | Thomas Conrad              | ?                          |
| 2003                                               | Manuel Benz                | ?                          |
| 2004                                               | Nicolas Maulini            | Ecurie la Meute            |
| Formule Renault 2.0 Suisse                         |                            |                            |
| 2005                                               | Ralph Meichtry             | Race Performance           |
| 2006                                               | Jonathan Hirschi           | Chevrons Racing            |
| LO Formule Renault 2.0 Suisse                      |                            |                            |
| 2007                                               | Adam Kout                  | Jenzer Motorsport          |
| 2008                                               | Christopher Zanella        | Jenzer Motorsport          |
| 2009                                               | Nico Müller                | Jenzer Motorsport          |
| Formule Renault 2.0 Championnat d'Europe de Centre |                            |                            |
| 2010                                               | Zoël Amberg (en)           | Jenzer Motorsport          |

### Formule Renault 2.0 Alps
| Année | Vainqueur       | Écurie          | Vainqueur Junior |
| ----- | --------------- | --------------- | ---------------- |
| 2011  | Javier Tarancon | Tech 1 Racing   | Melville McKee   |
| 2012  | Daniil Kvyat    | Tech 1 Racing   | Patrick Kujala   |
| 2013  | Antonio Fuoco   | Prema Powerteam | Antonio Fuoco    |
| 2014  | Nyck de Vries   | Koiranen GP     | Charles Leclerc  |
| 2015  | Jack Aitken     | Koiranen GP     | Matevos Isaakyan |